# Rudi Schuricke

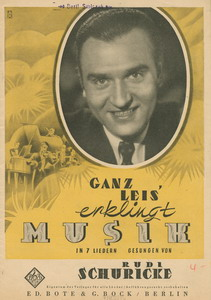

Rudi Schuricke (geborener Erhard Rudolf Hans Schuricke; * 16. März 1913 in Brandenburg an der Havel; † 28. Dezember 1973 in München) war ein deutscher Sänger und Schauspieler. Er trat zeitweise auch unter den Pseudonymen Michael Hofer und Rudolf Erhard auf. Von Freunden und Kollegen wurde er später, als er bereits erfolgreich war, oft Rudicke gerufen.

## Leben und Beruf
Als sein Vater Militärkapellmeister in Königsberg wurde, zog die Familie Schuricke dorthin, Rudi Schuricke besuchte dort auch die Schule. Danach machte er eine Ausbildung zum Drogisten und arbeitete nebenbei als Zeitungsverkäufer und Chauffeur. Zudem studierte er Gesang und nahm Schauspielunterricht. Seit August 1931 gehörte er der Königsberger Gesangsgruppe Schmidts Harmonisten an.

### Kardosch-Sänger

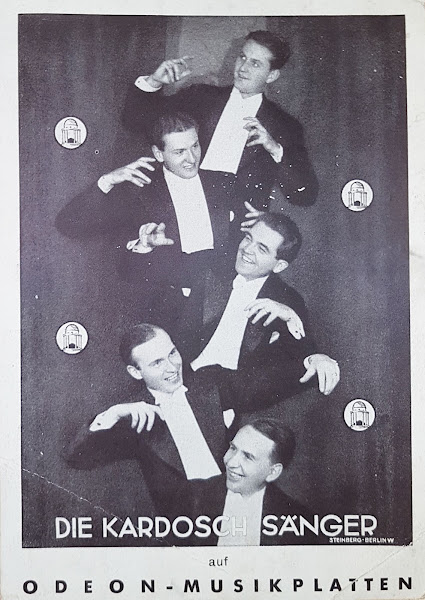

1933 entdeckte ihn Stephan Kardosch / István Kardos für seine Gesangsgruppe Kardosch-Sänger. Er hörte Schuricke mit Schmidts Harmonisten im Königsberger Rundfunk, lud ihn nach Berlin zum Vorsingen ein, gab ihm Gesangsunterricht und nahm ihn dann als zweiten Tenor in sein Quartett auf. Die erste Aufnahme mit Schurickes Beteiligung war Hallo, kleines Fräulein mit Barnabás von Géczy und seinem Orchester im Oktober 1933. Die Besetzung bestand aus Zeno Coste (1. Tenor), Rudi Schuricke (2. Tenor), Fritz Angermann (Bariton), Paul von Nyíri (Bass) und Istvan Kardos (Piano und Arrangements). Im November 1935 lösten sich die Kardosch-Sänger auf, da István Kardos jüdischer Herkunft war und aufgrund der Nürnberger Gesetze nicht mehr im Deutschen Reich arbeiten konnte.

### Schuricke-Terzett und Solokarriere

Schellackplatte „Am Lago di Garda“, 1951

Bereits im November 1935 wurden seine ersten Soloaufnahmen mit dem Orchester Gerhard Hoffman veröffentlicht. Nachdem er einige Zeit bei den Spree Revellers gesungen hatte, bildete er 1937 das Schuricke-Terzett. Rudi Schuricke sang auch allein als Refrainsänger, wobei er insbesondere bei den Studioaufnahmen zahlreicher deutscher Swing-Orchester (etwa denen von Max Rumpf, Michael Jary, Erhard Bauschke, Hans-Georg Schütz oder Corny Ostermann) zu hören ist. Zu den bekannten Swingaufnahmen mit Willy Berking gehört das von Adolf Steimel und Ralph Maria Siegel komponierte Stück Die Männer sind schon die Liebe wert! Mit Berking nahm er auch den von Peter Kreuder komponierten Tango Señor und Señorita für den 1940 erschienenen UFA-Revuefilm Traummusik auf. Neben dieser Tätigkeit lieh er seine Stimme auch Filmschauspielern.
Im Jahre 1943 spielte Schuricke das von Gerhard Winkler komponierte und von Ralph Maria Siegel getextete Tangolied Capri-Fischer erstmals ein. Die Aufführung war jedoch bereits kurze Zeit später unerwünscht und wurde nicht mehr im Radio gespielt, da Italien nach dem Machtverlust und Sturz Benito Mussolinis das Bündnis mit Deutschland aufkündigt hatte. Schuricke stand 1944 in der Gottbegnadeten-Liste des Reichsministeriums für Volksaufklärung und Propaganda.

### Weitere Karriere
Erst 1946 hatte er mit den Capri-Fischern einen seiner größten Erfolge. Mit diesem Titel erhielt er als einer der ersten Interpreten Deutschlands nach dem Krieg eine Goldene Schallplatte. Mit weiteren Titeln wie Lass uns träumen am Lago Maggiore, Frauen und Wein, Frühling in Sorrent, Florentinische Nächte und dem selbst komponierten Tarantella errang er in den 1950er Jahren Spitzenplätze in den Hitparaden.
Mit der aufkommenden Rockmusik verschwand Rudolf Schuricke allmählich von der Schlagerbühne. Er arbeitete nun als Hotelier und betrieb einen Waschsalon in München. Nur kurz, aber sehr erfolgreich war ein versuchtes Comeback im Jahr 1970. Mit zwei Melodien von James Last So eine Liebe gibt es einmal nur und Und wenn Schnee fällt auf die Rosen erklomm er noch einmal die Hitparade. Im Alter von 60 Jahren einem Schlaganfall erlegen, wurde er auf dem Friedhof in Herrsching am Ammersee beigesetzt.

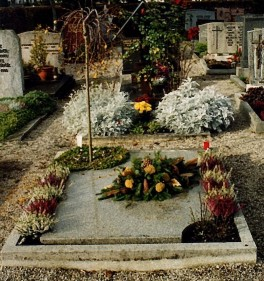
Grabstätte von Rudi Schuricke

## Schlager von Rudi Schuricke (Auswahl)

### Solo
- Capri-Fischer[5]
- Auf Wiedersehen (1950)
- Dreh’ dich noch einmal um (1952)
- Einmal wirst du wieder bei mir sein (1939)
- Es war ein Traum Cherie
- Es werden wieder Rosen blüh’n
- Glaube mir (1952)
- Frauen und Wein (1952)
- Florentinische Nächte (1948)
- Heimat, Deine Sterne
- Hm hm, Du bist so zauberhaft
- Ja und nein
- Komm bald wieder
- Komm’ zurück (J’attendrai) (1939)
- Lass uns träumen vom Lago Maggiore (1951)
- Lass die Frau, die dich liebt, niemals weinen (1938)
- Lilli und Luise
- Man kann sein Herz nur einmal verschenken (1939)
- Mit Musik geht alles besser (1943)
- Moulin Rouge (Ein Lied aus Paris) (1954)
- Mütterlein (1952; Original von "Answer me" und "Glaube mir")
- O mia bella Napoli (1938)
- Optimismus ist die beste Medizin
- Penny Serenade (1939)
- Regentropfen, die an Dein Fenster klopfen
- Schenk mir dein Lächeln, Maria
- So eine Liebe gibt es einmal nur[3]
- So leb dein Leben (My Way) (seine letzte Single 1973)
- Stern von Rio (1940)
- Tarantella
- Traumorchester (1940)
- Tulpen aus Amsterdam (von Ernst Bader)
- Und wieder geht ein schöner Tag zu Ende
- Warum weinst Du, kleine Tamara[6] (1951)
- Und wenn Schnee fällt auf die Rosen[4]
- Wenn du in meinen Träumen bei mir bist (Over the Rainbow)[7]
- Wir zwei sind die besten Kameraden[8]

### Mit dem Schuricke-Terzett
- Hoch droben auf dem Berg
- Komm’ doch in meine Arme (von Ludwig Schmidseder)
- Das blonde Käthchen
- Das kann doch einen Seemann nicht erschüttern
- Einmal wirst Du wieder bei mir sein
- Am Abend auf der Heide
- Wenn ich ein Schlangenbeschwörer wär
- Reite, kleiner Reiter
- Reisefieber
- Heute Abend bin ich frei
- Leise klang eine Weise
- Blaues Boot
- Tausend Dank
- Donkey-Serenade
- Liebe läßt sich nie erzwingen
- Tahiti bei Nacht

### Mit den Kardosch-Sängern
- Ade zur guten Nacht (mit Begleitorchester unter Stephan Kardosch) – Telefunken A1534
- Adieu …! (es ist so schön um wahr zu sein …) (mit dem Hans Schindler Orchester) – Brillant 226
- Bei der blonden Kathrein (mit Erwin Hartung) – Paloma 4068 1934
- Guten Abend, schöne Frau – Odeon 25245
- Heimat am Rhein (mit Erwin Hartung und dem Orchester Hans Bund) – Telefunken 1462
- Humoreske (Eine kleine Frühlingsweise) – Grammophon 2445
- In der Nacht, da gib acht! – Odeon 20025
- In Turkestan – Odeon 25271
- Lookie Lookie Lookie, here comes cookie Sensation am Broadway (mit Peter Kreuder) – Telefunken 2000
- Käti – Odeon 25245
- Kleine Möwe, flieg nach Helgoland (mit dem Hans Bund Streichorchester) – Telefunken 1638
- Lore (G. Grüber mit seinem Orchester; mit Erwin Hartung) – Elite 1388
- Morgen muss ich fort von hier (als Idealisten) – Kristall 7032
- Morgen will mein Schatz verreisen (mit Begleitorchester unter Stephan Kardosch) – Telefunken A1534
- Rendezvous bei Lehár, Teil 1 und 2 – Polydor 10107
- Sandmännchen – Telefunken 1738
- Sensation am Broadway (mit Peter Kreuder) – Telefunken 2000
- Sonja vom Ural – Odeon 11951
- Von einem Glas kann man nicht lustig sein (mit Erwin Hartung und dem Orchester Hans Bund) – Telefunken 1462
- Warum, weshalb, wieso
- Was spielt die Welt (mit dem Robert Renard Künstler-Orchester) – Odeon 25018
- Wenn der Bobby und die Lisa auf dem Schiefen Turm von Pisa Tango tanzen
- Wer hat Angst vor dem bösen Wolf – Odeon 20025
- Wissen Sie schon

## Filmografie (Auswahl)
als Sänger oder Darsteller
- 1937: Land der Liebe (Gesang)
- 1938: Rätsel um Beate (Darsteller und Gesang)
- 1938: Menschen, Tiere, Sensationen (Darsteller)
- 1939: Zentrale Rio (Gesang)
- 1939: Eine Frau wie Du (Darsteller)
- 1939: Wir tanzen um die Welt (Gesang)
- 1941: Ein Windstoß (Gesang)
- 1943: Ich hab’ von Dir geträumt (Gesang)
- 1944: Die Frau meiner Träume (Ich warte auf dich. Duett mit Marika Rökk)
- 1950: Maharadscha wider Willen (Darsteller)
- 1952: Heimweh nach Dir (Gesang, zusammen mit seinem Sohn Michael)
- 1953: Schlagerparade (Gesang)